# Confide
I Confide sono un gruppo musicale statunitense formatosi nel 2004 a South Gate, California.
Dopo aver pubblicato alcuni EP indipendenti e due album, dei quali uno con la Science Records e l'altro con la Tragic Hero Records, si sono sciolti nel 2010. Nel 2012 si sono riformati e, dopo una breve raccolta fondi, registrano e pubblicano indipendentemente un terzo album di inediti, uscito nel 2013.

## Formazione

### Ultima
- Ross Kenyon – voce death (2006-2010, 2012-2013)
- Joshua Paul – chitarra solista, cori (2009-2010, 2012-2013)
- Jeffrey Helberg – chitarra ritmica (2004-2010, 2012-2013)
- Trevor Vickers – basso, cori (2010, 2012-2013)
- Joel Piper – batteria, tastiera, programmazione, voce melodica (2009-2010, 2012-2013)

### Ex componenti
- William 'Billy' Pruden – basso (2004-2010)
- Aaron Richard Van Zutphen – chitarra solista, programmazione, voce melodica (2004-2009)
- Josh Plesh – voce death (2004-2006)
- Jason Pickard – batteria (2004-2005)
- John Penton – batteria (2005-2007)
- Arin Ilejay – batteria, programmazione (2007-2009)

## Discografia

### Album in studio
- 2008 – Shout the Truth
- 2010 – Recover
- 2013 – All Is Calm

### EP
- 2005 – Innocence Surround
- 2006 – Introduction
- 2008 – Demo 2008